# František Kunzo
František Kunzo, född den 17 september 1954 i Spišský Hrušov, Slovakien, är en tjeckoslovakisk fotbollsspelare som tog OS-guld i fotbollsturneringen vid de olympiska sommarspelen 1980 i Moskva.